# Stenacris xanthochlora
Stenacris xanthochlora är en insektsart som först beskrevs av Karl J. Marschall 1836.  Stenacris xanthochlora ingår i släktet Stenacris och familjen gräshoppor. Inga underarter finns listade i Catalogue of Life.